# Augustin Barbillat
Jean Marie Augustin Barbillat, zapisywany także jako André Barbillat, (ur. 27 lipca 1864 w Remiremont, zm. w 1937) – francuski strzelec, olimpijczyk, multimedalista mistrzostw świata.
Był związany z miejscowością Langres. Na igrzyskach olimpijskich w 1908 w Londynie wystąpił w trzech konkurencjach. Najlepszy wynik osiągnął w drużynowym strzelaniu z pistoletu dowolnego z 50 jardów, w którym uplasował się na 4. pozycji. Indywidualnie najwyżej był w pistolecie dowolnym z 50 jardów (6. miejsce). Być może wziął udział w konkurencjach nieolimpijskich podczas igrzysk w Paryżu (1900). Wówczas zawodnik o tym nazwisku wystąpił w przynajmniej dwóch konkurencjach, zajmując 3. miejsce w pistolecie wojskowym dla oficerów z 20 m oraz 196. pozycję w strzelaniu do sylwetki dzika.
Barbillat ma w dorobku 9 medali mistrzostw świata. Indywidualnie zdobył złoty medal w karabinie wojskowym leżąc z 300 m i srebro w karabinie wojskowym klęcząc z 300 m (1914). Pozostałe miejsca na podium osiągnął wyłącznie w pistolecie dowolnym z 50 m drużynowo.

## Wyniki

### Igrzyska olimpijskie
| Igrzyska    | Konkurencja                            | Wynik                             | Miejsce | Źródło |
| ----------- | -------------------------------------- | --------------------------------- | ------- | ------ |
| Londyn 1908 | Pistolet dowolny, 50 jardów            | 466 pkt.                          | 6       | [ 5 ]  |
| Londyn 1908 | Pistolet dowolny, 50 jardów, drużynowo | 1750 pkt. (druż.) 463 pkt. (ind.) | 4       | [ 6 ]  |
| Londyn 1908 | Runda pojedyncza do sylwetki jelenia   | 3 pkt.                            | 15      | [ 7 ]  |

### Medale mistrzostw świata
Opracowano na podstawie materiałów źródłowych:
| Mistrzostwa           | Konkurencja                       | Wynik                             | Miejsce |
| --------------------- | --------------------------------- | --------------------------------- | ------- |
| Bruksela 1905         | Pistolet dowolny, 50 m, drużynowo | 2382 pkt. (druż.) 483 pkt. (ind.) |         |
| Mediolan 1906         | Pistolet dowolny, 50 m, drużynowo | 2361 pkt. (druż.) 485 pkt. (ind.) |         |
| Zurych 1907           | Pistolet dowolny, 50 m, drużynowo | 2367 pkt. (druż.) 482 pkt. (ind.) |         |
| Wiedeń 1908           | Pistolet dowolny, 50 m, drużynowo | 2399 pkt. (druż.) 499 pkt. (ind.) |         |
| Hamburg 1909          | Pistolet dowolny, 50 m, drużynowo | 2388 pkt. (druż.) 503 pkt. (ind.) |         |
| Bajonna/Biarritz 1912 | Pistolet dowolny, 50 m, drużynowo | 2562 pkt. (druż.) 482 pkt. (ind.) |         |
| Viborg 1914           | Karabin wojskowy leżąc, 300 m     | 174 pkt.                          |         |
| Viborg 1914           | Karabin wojskowy klęcząc, 300 m   | 161 pkt.                          |         |
| Viborg 1914           | Pistolet dowolny, 50 m, drużynowo | 2497 pkt. (druż.) 500 pkt. (ind.) |         |